# Ak-Dovurak
Ak-Dovurák (en ruso: Ак-Довурак) es una ciudad de la república de Tuvá, en Rusia. Se encuentra situada a orillas del río Jémchik (Хемчик), uno de los afluentes del Yeniséi.

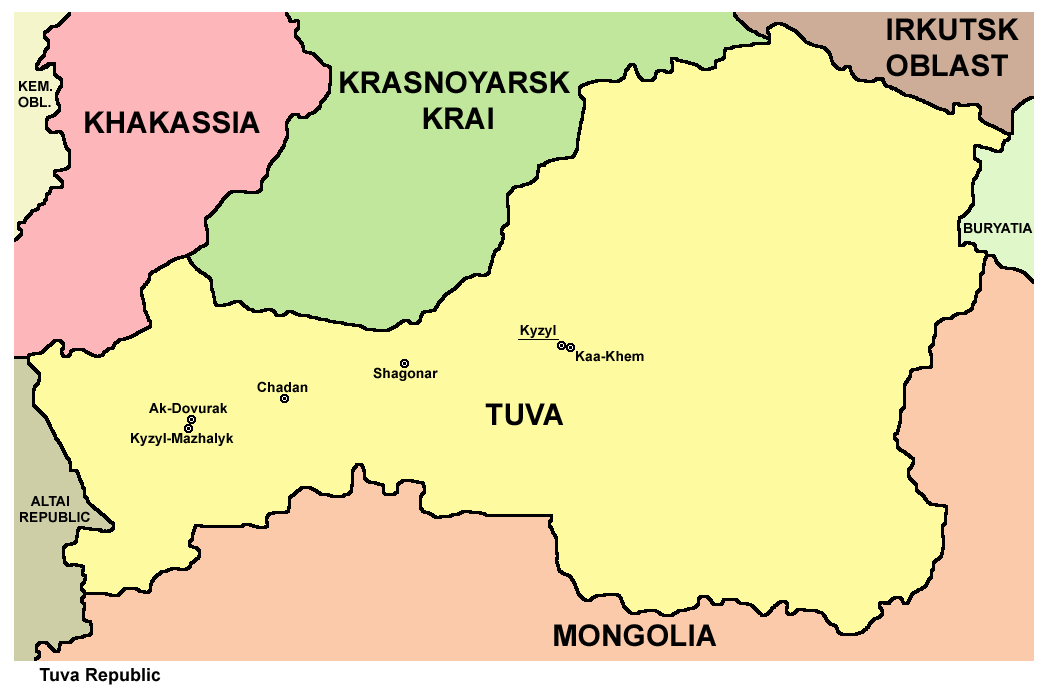
Mapa de Tuvá en el que está Ak-Dovurak

Ak-Dovurak, cuyo nombre en idioma tuvano significa “tierra blanca” debido a la abundancia de amianto, alcanzó el estatus de ciudad en el año 1964.
Su población ha crecido ininterrumpidamente, pasando de 2200 habitantes en el año 1959 a más de 13 800 en 2018.
- Datos: Q103115
- Multimedia: Ak-Dovurak / Q103115